# Stone Sour (Album)
Stone Sour ist das Debütalbum der gleichnamigen Rockband Stone Sour.

## Entstehungsgeschichte
Nachdem die Band 1992 gegründet worden war, wurden einige Demos aufgenommen. Das Projekt wurde 1997 allerdings mit dem Einstieg von Sänger Corey Taylor bei Slipknot wieder stillgelegt. Josh Rand und der ebenfalls bei Slipknot eingestiegene James Root hatten zu Beginn des neuen Jahrtausends Material ausgearbeitet und belebten die Band dadurch wieder.
Gemeinsam schrieb man 14 Songs und nahm wiederum einige Demotapes auf. Bald darauf unterzeichnete man einen Plattenvertrag bei Roadrunner Records und nahm das Album auf. Bevor man das Album jedoch veröffentlichte, trat die Band unter verschiedenen Namen auf, bis man sich auf den Namen „Stone Sour“ einigte.
Als erste Single wurde Get Inside ausgekoppelt. Der Song war 2003 für einen Grammy Award in der Kategorie Beste Metal-Darbietung nominiert. Der Preis ging jedoch an Korn für Here to Stay. Die zweite Single wurde am 3. März 2003 Bother, die als einziges Stück von Taylor allein geschrieben wurde. Die dritte und letzte Single wurde Inhale. Der Song wurde am 7. Juli 2003 ausgekoppelt. 2004 war das Stück ebenfalls für einen Grammy in der Kategorie Beste Metal-Darbietung nominiert. Diesmal musste sich der Song Metallicas St. Anger geschlagen geben. 2003 erhielt das Album in den USA eine Goldene Schallplatte. Vier Jahre später bekam es Silber in Großbritannien.

## Trackliste
Die Special Edition des Albums enthält neben fünf Bonustracks auch eine DVD mit sämtlichen Musikvideos zu Stone Sour.
| #  | Titel             | Länge | Anmerkung                                |
| -- | ----------------- | ----- | ---------------------------------------- |
| 1  | Get Inside        | 3:13  | Erste Single                             |
| 2  | Orchids           | 4:24  |                                          |
| 3  | Cold Reader       | 3:41  |                                          |
| 4  | Blotter           | 4:02  |                                          |
| 5  | Choose            | 4:17  |                                          |
| 6  | Monolith          | 3:45  |                                          |
| 7  | Inhale            | 4:25  | Dritte und letzte Single                 |
| 8  | Bother            | 4:00  | Zweite Single, Soundtrack für Spider Man |
| 9  | Blue Study        | 4:37  |                                          |
| 10 | Take a Number     | 3:42  |                                          |
| 11 | Idle Hands        | 3:57  |                                          |
| 12 | Tumult            | 4:03  |                                          |
| 13 | Omega             | 2:53  | Spoken Word                              |
| 14 | Rules of Evidence | 3:44  | Nur auf Special Edition                  |
| 15 | The Wicked        | 4:55  | Nur auf Special Edition                  |
| 16 | Inside the Cynic  | 3:24  | Nur auf Special Edition                  |
| 17 | Kill Everybody    | 3:26  | Nur auf Special Edition                  |
| 18 | Road Hogs         | 3:53  | Nur auf Special Edition                  |

## Gastmusiker
- Ryan Weeder: Songwriter
- Sid Wilson: Turntables auf Orchids, Cold Reader und Monolith
- Denny Gibbs: Orgel auf Inhale

## Rezeption
Michael Edele von laut.de sprach von einem gelungenen Debüt. Auch wenn einige Songs nicht von Innovationen sprühen, meinte er, dass das Album einige gute Songs zu bieten habe. Er vergab drei von fünf Sternen. In Rock Hard äußerte Marcus Schleutermann jedoch, dass das Album auf Dauer zu einer „monotonen Angelegenheit“ wird und nur gelegentlich aufhorchen lässt. Die Wertung lag bei 6.5 von 10 Punkten.

## Kommerzieller Erfolg

### Chartplatzierungen
| ChartsChartplatzierungen       | Höchstplatzierung | Wochen |
| ------------------------------ | ----------------- | ------ |
| Deutschland (GfK)              | 94 (1 Wo.)        | 1      |
| Vereinigte Staaten (Billboard) | 46 (27 Wo.)       | 27     |
| Vereinigtes Königreich (OCC)   | 41 (2 Wo.)        | 2      |

### Auszeichnungen für Musikverkäufe
| Land/Region                  | Auszeichnungen für Musikverkäufe (Land/Region, Auszeichnung, Verkäufe) | Verkäufe |
| ---------------------------- | ---------------------------------------------------------------------- | -------- |
| Kanada (MC)                  | Gold                                                                   | 50.000   |
| Vereinigte Staaten (RIAA)    | Gold                                                                   | 500.000  |
| Vereinigtes Königreich (BPI) | Gold                                                                   | 100.000  |
| Insgesamt                    | 3× Gold ·                                                              | 650.000  |